# Steyaertmolen (Merendree)
De Steyaertmolen is een windmolenrestant in de tot de Oost-Vlaamse gemeente Deinze behorende plaats Merendree, gelegen aan de Veldestraat 132, voorheen Molenkouter.
Deze ronde stenen molen van het type beltmolen fungeerde als korenmolen en oliemolen.

## Geschiedenis
De molen werd gebouwd in 1843 door Karel Steyaert. Het was een kettingkruier, die gekruid kon worden met een kruiwiel onder de kap, waardoor een staart overbodig was. In 1847 werd een stoommachine geplaatst, zodat er met de wind en op stoom kon worden gemalen. De machine stond in een bijgebouw.
In 1871 en 1887 werd het bedrijf uitgebreid en in 1891 kwam er een nieuwe stoommachine. In 1919 werd de olieslagerij verwijderd en men maalde toen enkel nog graan, met behulp van een gasmotor.
Omstreeks 1930 werd het wiekenkruis verwijderd. De molen bleef in handen van de familie Steyaert, die echter na verloop van tijd geen molenaars meer leverde. In de jaren '80 van de 20e eeuw kwamen er diverse gebouwen om de molen heen, waarin een woonhuis en een meubelmakerij werden gevestigd.
In 1995 werd de molen eigendom van de familie Haeck-Gormez, die de romp ende omringende gebouwen als woonhuis gebruiken.
- Inventaris van het Bouwkundig Erfgoed (Vlaanderen): 35538